# Controlled and Harmonised Aeronautical Information Network
CHAIN (Abkürzung für Controlled and Harmonised Aeronautical Information Network) ist ein von EUROCONTROL entwickeltes Konzept zur Steigerung der Datenqualität, der -integrität, der Genauigkeit sowie der Interoperabilität von aeronautischen Daten in Form einer digitalen Datenkette, die von der Entstehung der Daten bis hin zur Publikation von aeronautischen Informationen geht. Der Prozess der aeronautischen Datenbearbeitung soll somit komplett digital ablaufen, Medienbrüche innerhalb der Prozesse werden hierbei vermieden.
Mittels CHAIN sollen Regulatoren von aeronautischen Informationen sowie Service Providers (ANSPs) bei der Implementation und Erhaltung von rückverfolgbaren, kontrollierten und prüffähigen Prozessen unterstützt werden und dabei die Anforderungen von ICAO Anhang 15 (Flugverkehrsinformationsdienste) für die Datenqualität mit Fokus auf Datenintegrität befolgen können.
Der Bereich von CHAIN deckt flugkritische und -wesentliche aeronautische Navigationsdaten (z. B. Koordinaten und Höhen von Pistenschwellen) gemäß ICAO Anhang 15 unterstützt durch die Industriestandards EUROCAE ED-76 und ED-77 ab.
Die Dokumentenfamilie CHAIN hat zur Zeit empfehlenden Charakter.